# 데이터 뱅크
전기 통신, 컴퓨팅, 정보 아키텍처에서 데이터 뱅크(data bank) 또는 데이터뱅크(databank)는 하나 이상의 주제에 관한 정보의 저장소, 즉 데이터베이스로서, 로컬 또는 원격의 정보 검색을 쉽게하는 방식으로 정리되며 오랜 시간에 걸쳐 지속적인 다수의 쿼리들을 처리할 수 있다. 데이터 뱅크는 중앙집중화하거나 탈집중화 할 수 있으나 이 용어를 사용할 때 대부분의 경우 금융은행과 유사한 중앙집중화된 정보의 저장 및 검색을 의미한다. 데이터 뱅크의 데이터는 전 세계 온도 등의 과학 정보, 인구 통계 등의 정부 정보, 신용 카드 거래 등의 금융 시스템 기록, 다양한 공급업체로부터 사용 가능한 인벤토리 등 어떠한 것도 될 수 있다.
"데이터 뱅크"는 이러한 데이터베이스의 구성 및 유지보수와 주로 관련된 단체를 가리키는 말이기도 하다. "데이터 뱅크"라는 용어는 데이터베이스 그 자체를 가리키는 구식의 컴퓨터 자곤이기도 하며(1960년대부터 1970년대) 해당 시기에 작성된 자료에 주기적으로 사용되었다.

## 같이 보기
- 단백질 정보 은행